# Entrails
Entrails ist eine schwedische Death-Metal-Band aus Linneryd, die im Jahr 1990 gegründet wurde, sich 1998 auflöste und 2008 wieder zusammenfand.

## Geschichte
Die Band wurde im Jahr 1990 gegründet und bestand aus dem Gitarristen Jimmy Lundqvist und Fredde. Kurze Zeit später kamen Tobbe und Billy hinzu und es begannen die ersten Proben. Jedoch konnte das Songmaterial nicht die gewünschte Qualität erzielen, sodass 1994 die Hälfte der Bandmitglieder die Band verließen. Die verbliebenen Mitglieder arbeiteten weiter an neuen Liedern, ehe sich die Gruppe 1998 komplett auflöste.
Im Jahr 2008 wurde die Band von Lundqvist wiederbelebt. Es folgte das Demo Reborn mit Lundqvist an allen Instrumenten und Jocke Svenssonden am Gesang. Im Sommer 2009 wurde das Demo veröffentlicht. Durch die positive Resonanz begann die Band mit den Arbeiten zum Debütalbum. Dabei entstand das Demo Human Decay, das im Winter 2009 veröffentlicht wurde. Das Demo enthielt unter anderem auch eine Coverversion des Dismember-Liedes Casket Garden. Anfang 2010 unterzeichnete die Band einen Vertrag bei dem deutschen Label FDA Rekotz. Als Gitarrist kam Matte Nilsson und als Session-Schlagzeuger Fredrik Widigs zur Band, während Svensson neben den Gesang auch den Bass übernahm. Nachdem im April 2010 alles bis auf das Schlagzeug in Lundqvists Studio aufgenommen und produziert wurde, wurde das Material von Dan Swanö im Unisound Studio abgemischt und gemastert. Im Juni erschien das Debütalbum unter dem Titel Tales from the Morgue. Nach der Veröffentlichung kam Adde Mitroulis als permanenter Schlagzeuger im Sommer 2010 zur Besetzung. Gegen Ende Oktober folgte der erste Auftritt mit dieser neuen Besetzung in Växjö, ehe sich im November eine kleine Deutschlandtournee mit vier Auftritten anschloss. Im Mai 2011 begann die Gruppe mit den Arbeiten zum zweiten Album. Das Schlagzeug wurde in einem örtlichen Studio, der Rest in Lundqvists Studio aufgenommen. Abgemischt und gemastert wurde das Material erneut von Dan Swanö im Unisound Studio. Im Sommer desselben Jahres nahm die Band am schwedischen Muskelrock Festival und dem tschechischen Obscene Extreme teil. Das zweite Album The Tomb Awaits schloss sich im September an. Der Tonträger erschien in Europa bei FDA Rekotz, während es in Nordamerika über Dark Descent Records veröffentlicht wurde. Im Winter 2011/2012 begannen Verhandlungen mit verschiedenen Labels, ehe im März 2012 ein Vertrag bei Metal Blade Records unterzeichnet wurde. Während der Verhandlungen hatten Lundqvist bereits mit den Arbeiten zum nächsten Album begonnen. Im April wurden dreizehn Lieder fertiggestellt. Am 28. Juli begab sich die Band in die Racetrack Studios, um die Aufnahmen für das Schlagzeug einzuspielen. Im August spielte die Band auf dem Party.San und eine Woche später auf dem Summer Breeze. Im September wurden weitere Aufnahmen in Lundqvists Studio angefertigt, ehe die Band im dänischen Esbjerg spielte. Eine Woche später folgte ein Auftritt auf dem deutschen Hell Inside Festival. Anfang November spielte die Band zwei weitere Auftritte in Deutschland zusammen mit Morgoth. Den letzten Auftritt des Jahres spielte die Band in Stockholm. Danach beendete die Band ihre Aufnahmen und sandte es zu Dan Swanö zum Abmischen und Mastern. Im Mai 2013 erschien über Metal Blade Records das Album Raging Death. Nach der Veröffentlichung des Albums wurde Gitarrist Mathias Nilsson durch Pontus Samuelsson ersetzt. Im Januar 2014 veröffentlichte die Band die Single-Schallplatte Berzerk. Ende 2014 begannen die Aufnahmen für das neue Album Obliteration, welches ebenfalls von Dan Swanö abgemischt und gemastert wurde und im Mai 2015 bei Metal Blade Records erschien.

## Stil
Auf Tales from the Morgue spielte die Band klassischen Death Metal, im Stil von Gruppen wie Nihilist, Carnage und God Macabre. Die Band spielte auf The Tomb Awaits ebenfalls klassischen Death Metal vergleichbar mit den Werken von Carnage, Grave, Dismember und Nihilist. In Liedern wie To Live Is to Rot ist ein Einfluss von Gruppen wie Black Sabbath und Tiamat hörbar. Der Gesang ist guttural, jedoch verständlich und die Lieder variieren in ihrer Geschwindigkeit. Der gelegentliche Einsatz von Gitarrensoli ist ebenfalls charakteristisch. Das Album wird als Verschmelzung der ersten drei Entombed-Alben beschrieben. Die Band erinnert zudem gelegentlich an Venom.

## Diskografie
- Reborn (Demo, 2009, Eigenveröffentlichung)
- Human Decay (Demo, 2009, Eigenveröffentlichung)
- Tales from the Morgue (Album, 2010, FDA Rekotz)
- The Tomb Awaits (Album, 2011, FDA Rekotz (Europa)/Dark Descent Records (Nordamerika))
- Ominous Crucifix / Entrails (Split mit Ominous Crucifix, 2012, Dark Recollections Productions)
- Raging Death (Album, 2013, Metal Blade Records)
- Berzerk (Single Schallplatte, 2014, Metal Blade Records)
- Obliteration (Album, 2015, Metal Blade Records)
- World Inferno (Album, 2017, Metal Blade Records)
- Rise of the Reaper (Album, 2019, Metal Blade Records)